# Sébastien Grax
Sébastien Grax (Le Creusot, 23 giugno 1984) è un ex calciatore francese, di ruolo attaccante.

## Palmarès

### Club

#### Competizioni nazionali
- Coppa di Francia: 1

Sochaux: 2006-2007
- Coppa di Lega francese: 1

Monaco: 2002-2003